# Рёйсдал, Якоб ван
Якоб Исакс ван Рёйсдал (нидерл. Jacob van Ruisdael, Jacob Isaakszoon van Ruysdael; 1628/1629, Харлем — 10 марта 1682, Харлем) — нидерландский живописец, рисовальщик и гравёр. «Малый голландец». Наиболее значительный пейзажист Золотого века голландской живописи.

## Биография
Фамилия Рёйсдал восходит к названию замка (ныне утраченного) в селении Бларикюм (Северная Голландия), на родине деда художника, мебельщика Якоба де Гойера (de Goyer). Когда он перебрался в Нарден, трое его сыновей сменили фамилию на Рёйсдал. Двое сыновей Де Гойера — Исаак, отец Якоба, и Саломон — стали художниками. Первым стал подписывать свои картины фамилией «Рёйсдал» Исаак де Гойер (1599—1677), а его сын стал одним из самых знаменитых голландских пейзажистов.
Имя первой жены Исаака неизвестно, со второй, Майкен Корнелис, он обвенчался 12 ноября 1628 года; которая из них стала матерью Якоба, также неизвестно. Предполагается, что первые уроки живописи Якоб получил от отца и дяди, но документально это не подтверждено. Безусловно, повлияли на него другие харлемские пейзажисты — Корнелис Вром и Алларт ван Эвердинген.
Самые ранние картины и офорты Рёйсдала датированы 1646 годом. Два года спустя он был принят в харлемскую Гильдию Святого Луки. Вместе с Николасом Берхемом около 1650 года Рёйсдал совершил поездку в Вестфалию. В 1657 году Рёйсдал перебрался в Амстердам, где жил и работал до конца жизни. В 1668 году он был свидетелем на свадьбе Мейндерта Хоббемы, своего единственного документально подтверждённого ученика. Список амстердамских докторов того времени, где встречается имя «Якоб Рёйсдал» (зачёркнутое), породил гипотезу о том, что художник изучал медицину и практиковал как хирург, однако она не нашла достаточного подтверждения.
О состоянии Рёйсдала ничего не известно, но его произведения ценились достаточно высоко, и, судя по всему, он жил не нуждаясь, даже после Года бедствий в войне европейских держав против Голландской республики (1672). Встречающееся в некоторых источниках указание на то, что художник умер в нищете в приюте для бедных, — следствие путаницы: такая судьба постигла его двоюродного брата, сына Саломона ван Рёйсдала, — тоже Якоба и тоже живописца.
Рёйсдал cкончался в Амстердаме, его прах перевезли в Харлем и 14 марта 1682 года погребли в протестантской церкви святого Бавона (нидерл. Grote of Sint-Bavokerk).

## Творчество

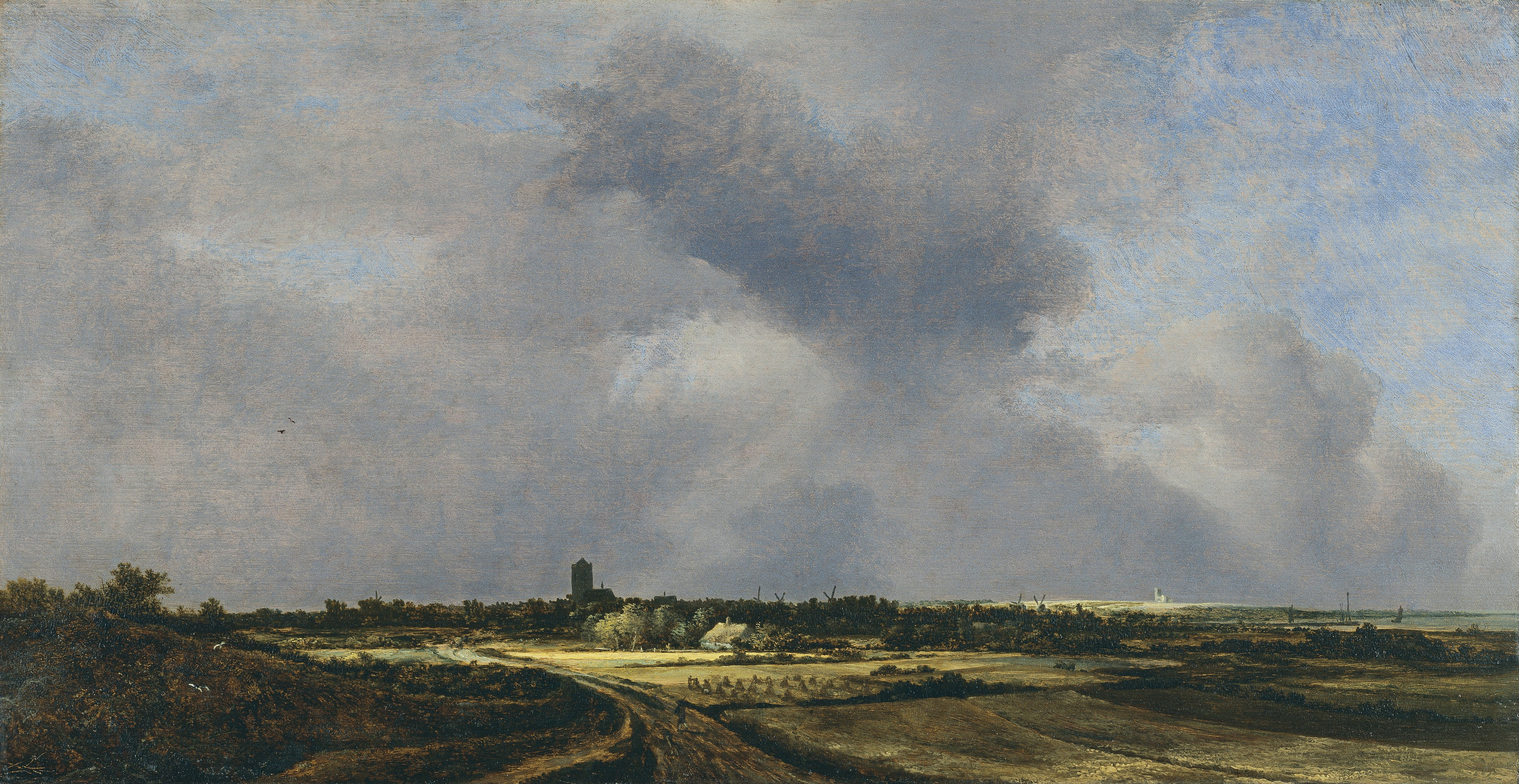
Вид на Нарден. 1647. Дерево, масло. Музей Тиссена-Борнемисы, Мадрид

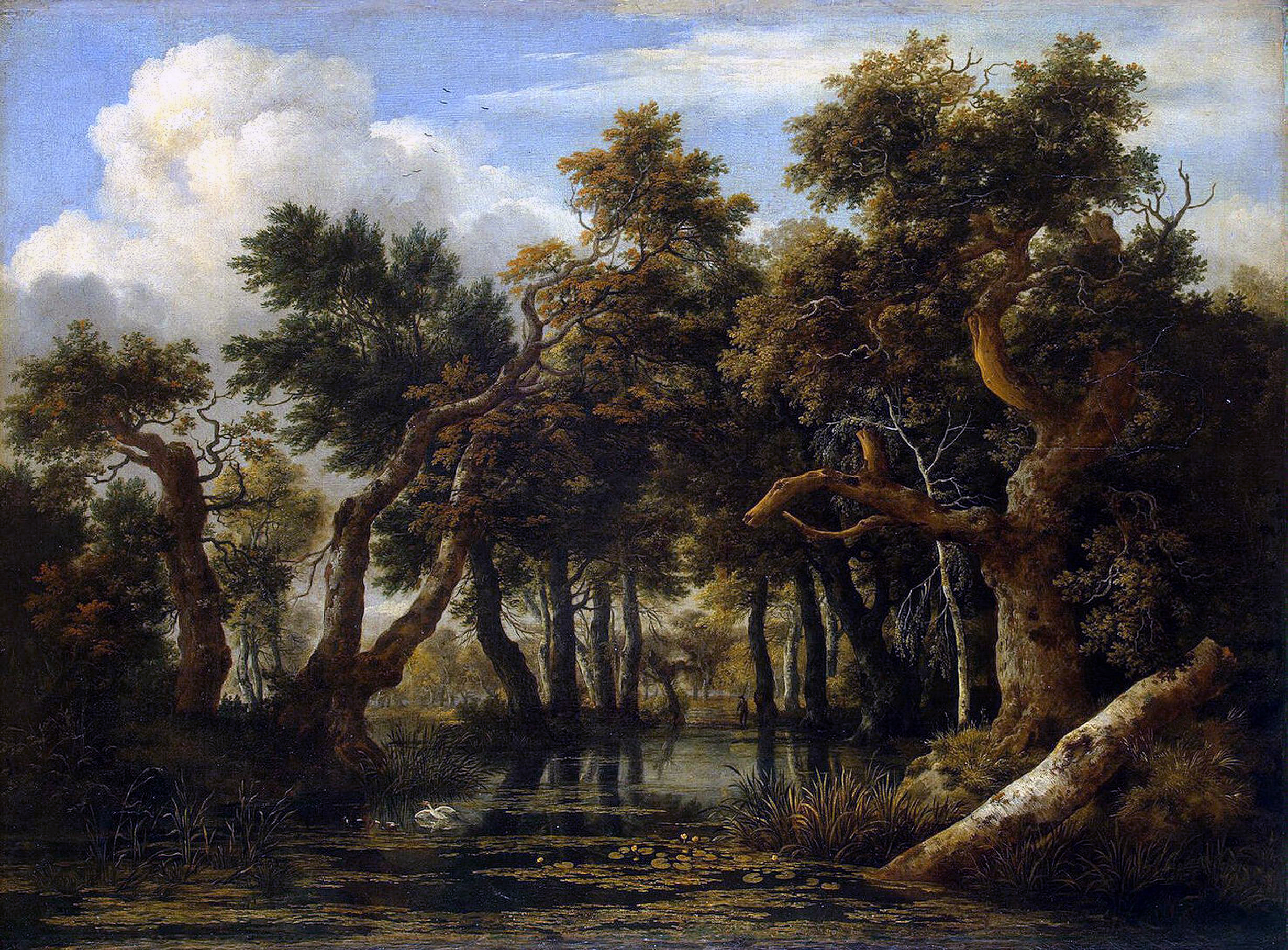
Болото. Ок. 1660. Холст, масло. Государственный Эрмитаж, Санкт-Петербург

Рёйсдал считается ведущим мастером пейзажной живописи Нидерландов. Выдающийся знаток нидерландского искусства Эжен Фромантен посвятил художнику отдельную главу в своей знаменитой книге «Старые мастера». Он писал:

 Среди всех голландских художников Рейсдаль больше всего и с наибольшим благородством походит на свою страну. В нём чувствуются её ширь, её грусть, несколько угрюмое спокойствие и какая-то однообразная, тихая прелесть. Теряющиеся вдали линии, гамма суровых тонов и две самые характерные особенности — бескрайние серые горизонты и серые небеса, необъятность которых можно измерить глазом, — таков портрет Голландии, который нам завещал художник, портрет, я не сказал бы привычный, но интимный, чарующий, поразительно верный и не стареющий 
Фромантен ставил Якоба Рёйсдала рядом с великим Рембрандтом и писал, что все его картины отличаются «весомостью и значительностью мысли». И. В. Гёте считал Рёйсдала «философом живописи»: «Свет, тень, расположение и воздействие целого не оставляют желать ничего больше… Ясно мыслящий художник, проявляя себя поэтом, достигает совершенной символики».
Особенно удивительна пластическая гармония его пейзажей, пространства неба, переднего и дальнего планов, цвета и света. Рёйсдалу всегда удавалось, сохраняя внешние приметы стиля малых голландцев, каким-то неведомым, мистическим, иррациональным способом подняться над общим уровнем, создать атмосферу, иногда мрачную, трагическую, но всегда проникнутую символическим осмыслением природы.
«Из уроков романизма — увлечения итальянским искусством — Рёйсдал извлёк не внешние черты, а идеалистический способ мышления. Поэтому художники говорят о „рёйсдалевском изображении моря и неба“. Однако поэтика рёйсдалевских картин создаётся по-голландски, рациональными приёмами. Даже его самые сложные картины доступны геометрическому анализу, они всегда конструктивны: линия горизонта, делящая высоту земли и неба и стремящаяся к отношениям „золотого сечения“, композиционные диагонали, характерный скос угла…».
Рёйсдал заставляет почувствовать каждый маленький мотив в сложном хоре образа природы, будь то дорога, бегущая вверх, или склонённое от сильного морского ветра дерево, растрёпанный куст или предвещающее грозу облако. Движение каждого мотива слагается в широкий, мощный процесс взаимосвязи и взаимодействия стихийных сил природы и всех её порождений на земле. Рёйсдал любил писать лесные чащи, болота, водопады — места, где человек только прохожий, — маленькие нидерландские города или деревни, теряющиеся в пространственной дали равнин под огромным, торжествующе властным небом.
В его картинах даёт себя знать чуткая, напряжённо-страстная восприимчивость художника к жизни природы в её частных и общих проявлениях. Манера письма маленькими мазками характеризует разнообразие форм увиденного в пейзажном мотиве и вместе с тем эмоциональное их переживание, образное восприятие. Одна из характерных особенностей композиции многих картин Рёйсдала — низкий горизонт, при котором большая часть картины отведена небу с облаками, что придаёт живописи особую пространственную глубину.
Много внимания в своём знаменитом «Путеводителе по Картинной галерее Императорского Эрмитажа» (1910) уделил Николай Александрович Бенуа. Он писал: «В сущности, подобно Рембрандту, Якоб стоит особняком во всей школе. Все другие голландские художники были более или менее копиистами натуры. Рёйсдал же был чудесным композитором. Он как бы является Пуссеном Голландии, великим её стилистом».
Наряду с Яном ван Гойеном и Филипсом Конинком Якоб Рёйсдал считается создателем особенного «панорамного стиля» (Weltlandschaft) голландского пейзажа с низким горизонтом, высоким небом и характерным «затемнением» переднего плана.
Творческое наследие Рёйсдала составляют около 450 картин. Большинство его пейзажей посвящены природе родных Нидерландов, однако Якоб Рёйсдал также писал дубовые леса Германии или по примеру своего друга художника Алларта ван Эвердингена водопады Норвегии. Под непосредственным влиянием Рёйсдала работали голландские пейзажисты Хендрик ван дер Стратен, М. Хоббема.
Брат Исаака де Гойера-Рёйсдала, дядя и учитель Якоба, Саломон Якобс Рёйсдал также с 1616 года работал в Харлеме, писал пейзажи в «панорамном стиле». Сын Саломона — Якоб Саломонс ван Рёйсдал (1629—1681) — также живописец-пейзажист, работал в Харлеме и Амстердаме.
Картины Якоба ван Рёйсдала хранятся во многих музеях мира, в том числе в московском Музее изобразительных искусств им. А. С. Пушкина, в Санкт-Петербургском Эрмитаже — одиннадцать картин.

## Галерея

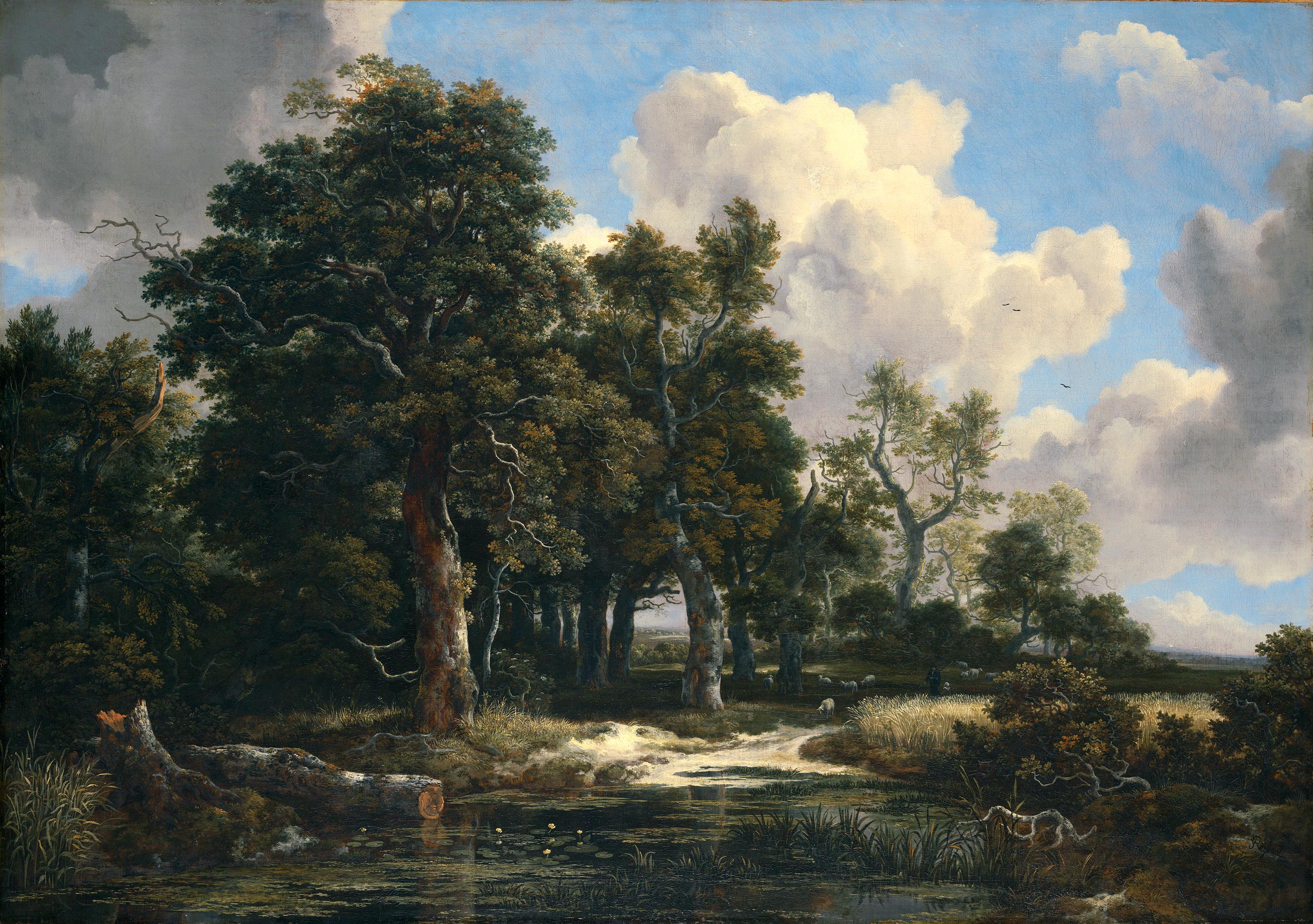
Лесной пейзаж. Ок. 1660. Холст, масло. Художественный музей Кимбела, Форт Ворт, Техас, США
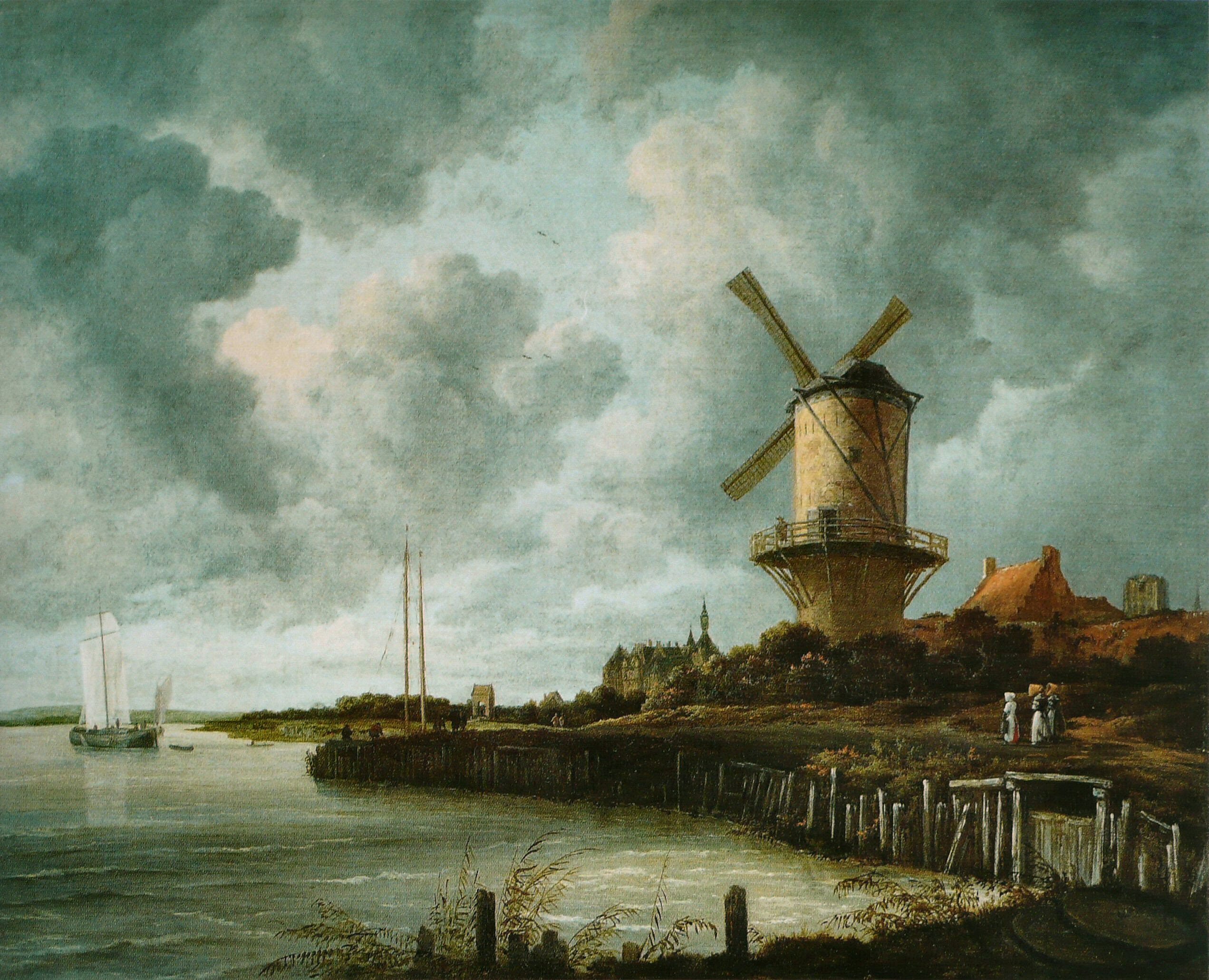
Мельница около Дюрстеде. 1670. Холст, масло. Рейксмюсеум, Амстердам
Пейзаж с дюнами. 2-я треть XVII в. Холст, масло. Старая пинакотека, Мюнхен
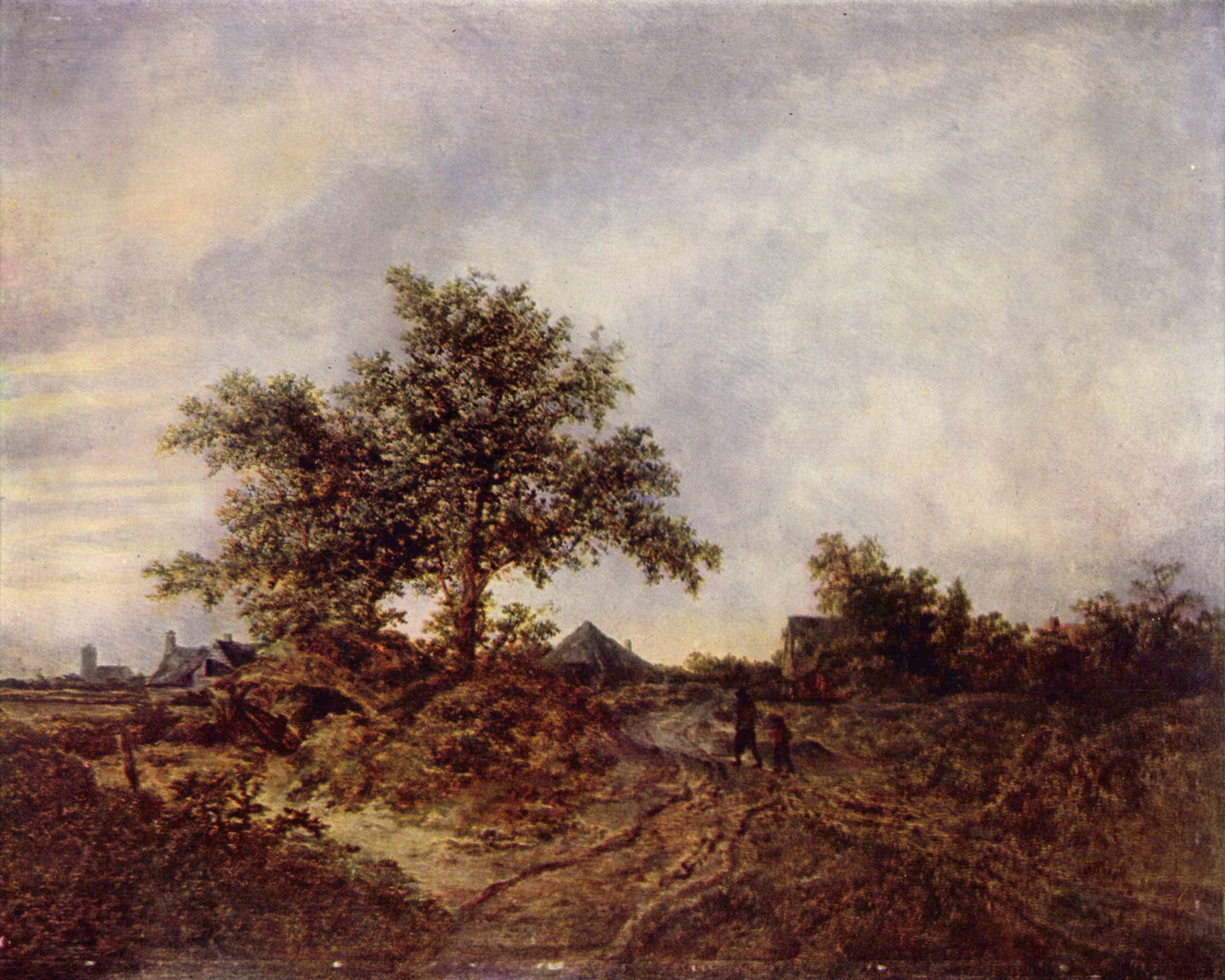
Пейзаж. 1647. Холст, масло. Музей изобразительных искусств им. А. С. Пушкина, Москва
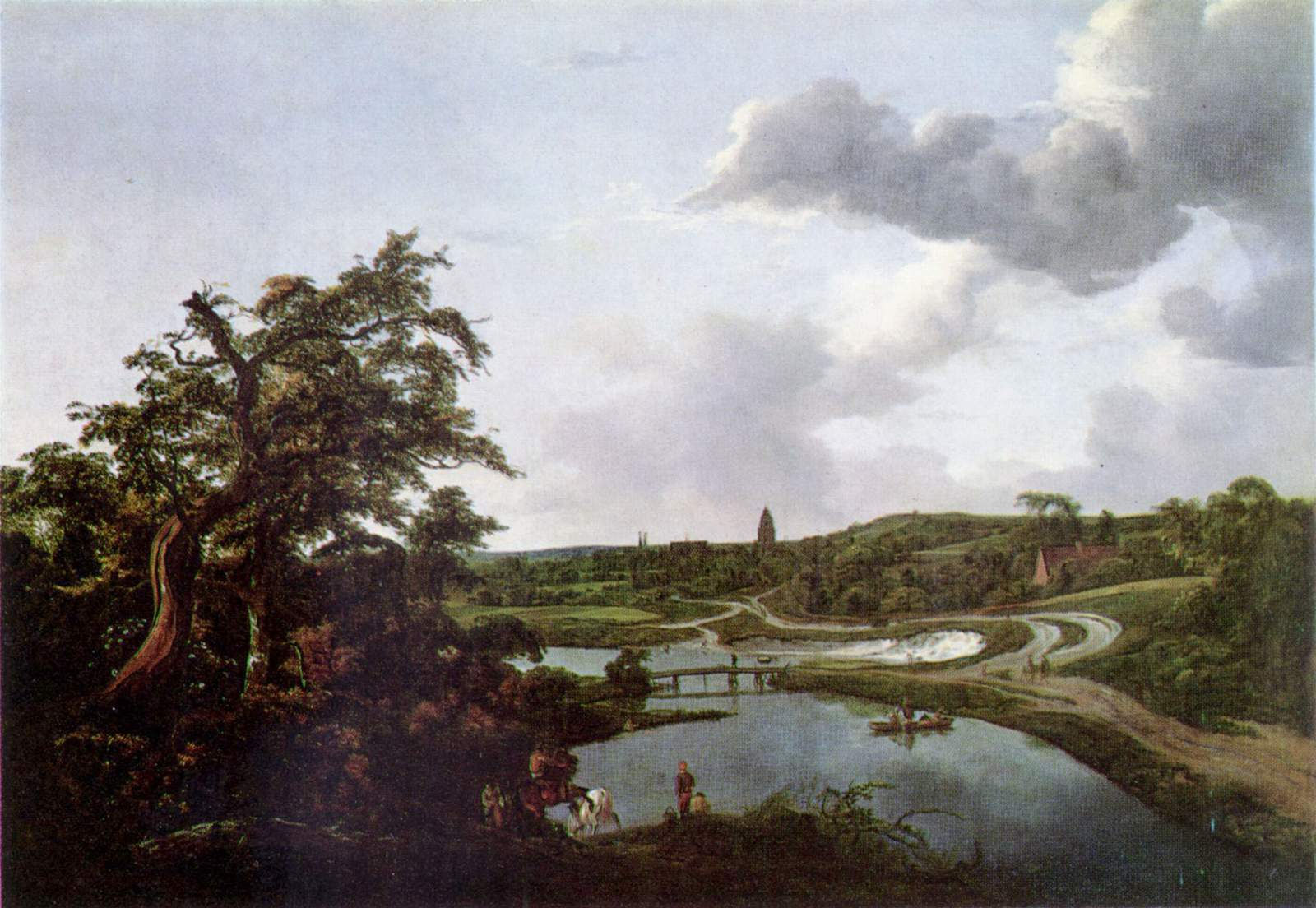
Речной берег. 1649. Холст, масло. Национальная галерея Шотландии. Эдинбург
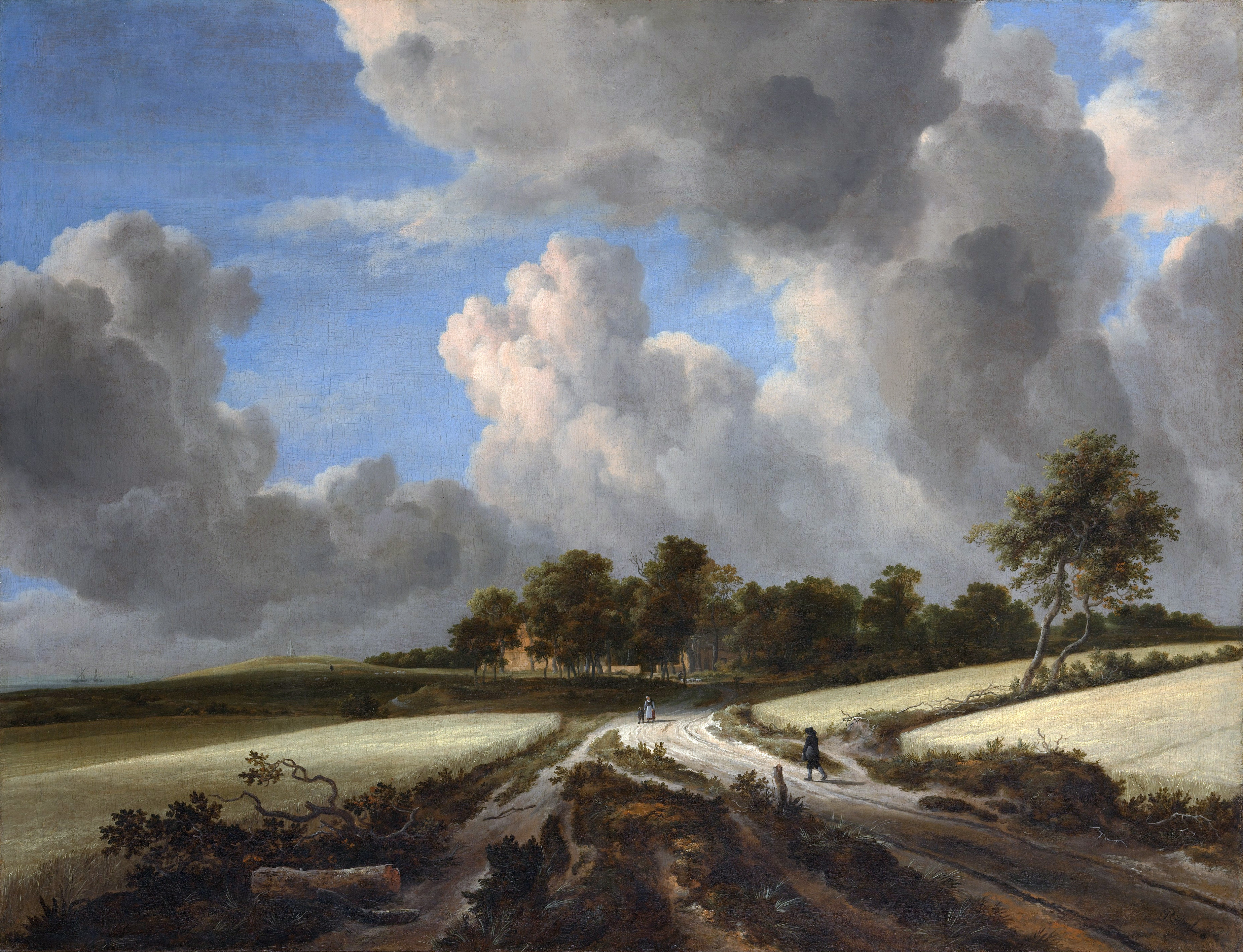
Пшеничные поля. Ок. 1670. Холст, масло. Метрополитен-музей, Нью-Йорк
Вид на Харлем. Ок. 1670. Холст, масло. Рейксмюсеум, Амстердам
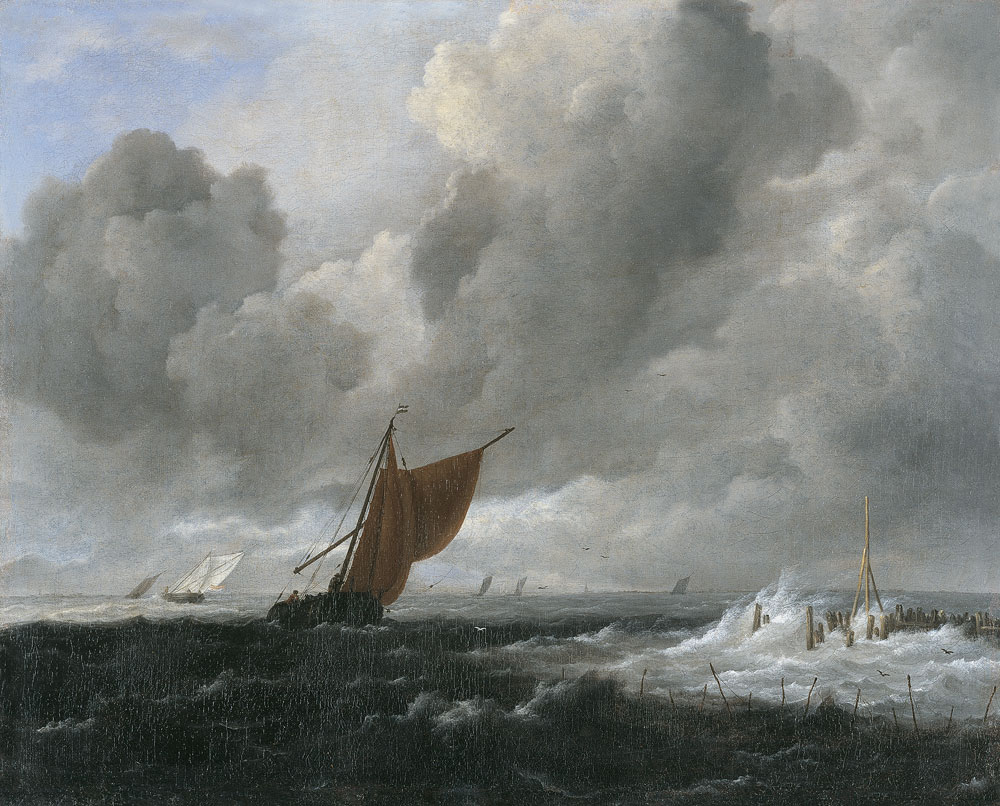
Бурное море с парусными судами. Ок. 1668. Холст, масло. Музей Тиссена-Борнемисы, Мадрид